# Franz Friedrich Laufer
Franz Friedrich Laufer (* 16. Juni 1858 in Kaydann, Landkreis Gerdauen; † 21. März 1937 in Fulda) war ein preußischer Polizeikommissar. Als „Jules Verne der deutschen Polizei“, wie er auch genannt wurde, trug er maßgeblich dazu bei, die Polizeiarbeit zu reformieren.
Laufer hat mit der Dogge Cäsar de facto den Polizeihund in Deutschland eingeführt, der als German Police Dog weltweit zu einem feststehenden Begriff wurde.
Aufgewachsen als Vollwaise unter der Vormundschaft des Gefängnisgeistlichen Carl Heinersdorff in Elberfeld wurde Laufer 1877 Berufssoldat und diente als Unteroffizier bis 1888. Er trat daraufhin in den Polizeidienst ein und begann eine vierzehnmonatige Tätigkeit als Wachtmeister in Elberfeld. Die daran anschließende Referendarzeit verbrachte er in Sachsen.
Laufer trat 1890 die Stelle des leitenden Polizeikommissars in Schwelm an. Schwelm war damals eine Kreisstadt in der preußischen Provinz Westfalen mit 15.000 Einwohnern. 
Als Polizeikommissar, Amtsanwalt und Gründer der 1. Communalen Polizeischule in Preußen galt er als Vordenker der länderübergreifenden Polizeiarbeit, die später als Interpol bekannt wurde. Durch seine Tätigkeit als Mitautor der österreichischen Polizeigesetze war er maßgeblich an der Reformierung der dortigen Polizei beteiligt.
Des Weiteren war er Verfasser zahlreicher Bücher zur Arbeit der Polizei in Deutschland.